# Lykophron (Sophist)
Lykophron (altgriechisch Λυκόφρων Lykóphrōn) war ein antiker griechischer Philosoph und Sophist. Er lebte in der ersten Hälfte des vierten Jahrhunderts v. Chr. Zumindest zeitweise hielt er sich in Syrakus auf.
Lykophrons Schriften sind verloren. Überliefert sind nur kurze Stellen zu Lykophrons Ansichten zur Funktion der Gesetze, zur Verwendung des Worts „ist“ in Aussagen, zur Definition der Erkenntnis sowie seine Ansicht, dass angeborener Adel etwas Belangloses sei.

## Leben
Über Lykophrons Leben ist kaum etwas bekannt. Aristoteles scheint anzudeuten, dass er ein Schüler des berühmten Sophisten Gorgias war. Aus einer Stelle bei Platon wird auch geschlossen, dass er wie andere Philosophen am Hof des Dionysios II. in Syrakus verkehrt hat.

## Lehre
Funktion der Gesetze
Das Gesetz (nómos) ist nach Lykophron kein Mittel, um die Staatsbürger zu gerechten Menschen zu machen. Seine Funktion liegt vielmehr darin, eine wechselseitige Rechtsgarantie zu sein, den Bürgern gegenseitig ihr Recht zu garantieren. Aristoteles, der diese Ansicht Lykophrons überliefert hat, rückt Lykophron in die Nähe der Auffassung, dass das Gesetz ein Gesellschaftsvertrag (synthḗkē) sei.
Weglassen der Kopula „ist“
Laut Aristoteles hat Lykophron dafür plädiert, in Aussagesätzen die Kopula „ist“ (estí) wegzulassen. Man hat diese Stelle so interpretiert, dass Lykophron der Ansicht sei, das Subjekt der Aussage würde durch die Zuordnung eines nicht-identischen Prädikats von einer Einheit zu einer Vielheit. Laut Themistokles hat Lykophron gefordert, den Ausdruck nur noch für Existenzaussagen zu verwenden, wie etwa „Sokrates ist“. Statt Aussagesätzen wie „Sokrates ist bleich“ aber solle man sagen „Sokrates bleich“.
Definition der Erkenntnis
Da bei Aristoteles eine Aussage überliefert ist, in der Lykophron die Erkenntnis als eine Verbindung (synousian) von Wissen (epistasthai) und Seele (psyches) bestimmt, ist auf eine Beschäftigung Lykophrons mit der Definition der Erkenntnis geschlossen worden. Dies auch deshalb, weil schon Gorgias in seiner verlorenen Schrift Begriffslexikon versucht hatte, Begriffe voneinander abzugrenzen.
Geburtsadel
In einem Fragment hat sich die Ansicht Lykophrons erhalten, dass Geburtsadel etwas völlig Belangloses sei und in Wirklichkeit kein Unterschied zwischen adelig und nicht-adelig Geborenen bestehe.

## Überlieferung
Hauptquelle für Lykophrons Ansichten sind mehrere kurze Angaben in verschiedenen Schriften Aristoteles’. Weiteres findet sich beispielsweise bei Platon, Johannes Stobaios, Themistios und Damaskios.

## Rezeption
Aristoteles nennt in seiner Rhetorik Lykophron, Gorgias und Alkidamas als Vertreter eines schwülstigen und umgangssprachlichen Stils.
Karl Popper, der Lykophron gegen Platon und Aristoteles als Repräsentanten seiner eigenen liberalen Auffassungen heranzieht, bestreitet zum einen die Unmoralität des Anliegens der Schwächeren. Zum anderen sieht er die Stärke von Lykophrons Formulierung darin, dass dieser den Gesellschaftsvertrag nicht historisch herleitet, da solche Herleitungen regelmäßig scheiterten. Für Popper ist Lykophrons politische Theorie „der passendste Ausdruck der humanitären und gleichheitlichen Bewegung des Perikleischen Zeitalters.“